# 宵待姫 〜大正淫猥吸血姫譚〜
『宵待姫 〜大正淫猥吸血姫譚〜』（よいまちひめ たいしょういんわいきゅうけつきたん）は、2004年11月26日にネルから発売された18禁美少女ゲーム。
本作は同じブランドから発売された『碧ヶ淵 夜伽の村のお嫁様』と世界観を共有しており、本作のシナリオライターであるそのだまさきと原画家の瑞井鹿央は『碧ヶ淵』にも参加していた。
同ゲームのサブキャラクターのシナリオを扱った『薺ヶ好 なずなと若葉の物語』（なずながすき なずなとわかばのものがたり）も発売された。

## システム
- エッチシーンでは射精場所の選択が可能。また、固定する事もできる。
- 本作の特徴として、回想エディットがある[2]。回想エディットでは、作中で発生したエッチシーンを任意の順に選択し連続で見る事ができる。
  - エディットした回想の登録スロットは10個まで。
  - スロットを選択し、「名前変更」するとスロットに名前を付ける事も可能。
  - 回想エディット内では射精場所は回想項目に登録されているので、エディットされた回想を鑑賞中に選択肢は発生しない。よって射精場所は任意で登録していく。
  - 回想選択では、項目を右クリックすると回想内のCGをサムネイルに表示することができる。

## ストーリー
大正時代、各国を放浪する父親に代わって実家の商売を切り盛りする主人公・和泉時雄は、妹の結衣と屋敷に二人で暮らしていた。
ある日、二人は古い帳簿を取りに地下倉庫に入る。突然、地震が起こり、謎の扉が現れる。二人は扉の奥で古い棺を見つけて開くが、中身は空だった。
その夜、時雄は見慣れない服を着た妹を見つける。だが、妹の目は赤く、髪は金色に変化する。
そして、彼女は吸血姫エルと名乗り、結衣の身体を使い顕現したことを明かす。

## 登場人物

### 主人公
和泉時雄（いずみ ときお）
主人公（名前のみ変更可）。
吸血姫エルのしもべ、「糧なる羊（ゴウト）」として、血と快楽を捧げる。

### ヒロイン
エル
声：北都南
結衣の身体に乗り移った、闇の一族の姫。昼間は眠り、身体の主導権を結衣に渡す事を条件に、時雄に血と快楽を要求する。時雄をかなり気に入っており、血は吸っても殺さず「糧なる羊（ゴウト）」とした。何度も時雄の血を吸い、身体を重ねるうちにエル自身も変わっていくようになる。
和泉結衣（いずみ ゆい）
声：木葉楓
時雄の義妹で、時雄と柾時が現在の屋敷に来た時に捨てられていた子供。料理や音楽を嗜む年頃の女の子で、時雄を「兄様」と呼び慕う。夜は吸血姫エルが身体を支配するが、昼間は結衣が支配している。エルが乗り移った影響で、昼間の結衣も快楽を求めてしまう。

### サブキャラクター
氷上若葉（ひかみ わかば）
声：青山ゆかり
氷上神社の一人娘。時雄の幼なじみで、さっぱりした性格から喧嘩友達として扱われている。料理が上手く、和泉家によく差し入れを持ってくる。結衣の料理の師匠で、結衣には「若葉姉様」と呼ばれている。
後に同レーベルから発売された『薺ヶ好 なずなと若葉の物語』には彼女をヒロインとしたシナリオが収録されている。
ナタル
声：野神奈々
時雄の父・柾時が息子をおもんばかって雇った、和泉家のメイド。ドジでよく転ぶためメイドとしての能力は低いが、料理の腕前はいい。
その正体はエルの昔からの下僕である猫であり、世界中を放浪した末に和泉の屋敷で再会する。
茅乃（かやの）
声：白井綾乃
遊郭「鈴蘭」の花魁。異人の混血であり、碧色の瞳に色素の薄い髪を持つ。美しい容姿から花魁の中でもトップクラスである。遊女がただ一人、選ぶ「色結び」の相手に時雄を選ぶ。
クラウス・榎田（-えのだ）
父はドイツ人、母は日本人の医者。気さくな性格で街の人たちから慕われている。若葉はこの医院でアルバイトをしている。
和泉柾時（いずみ まさとき）
和雄の父親。家業を息子に任せ、世界中を飛び回っており、最後の手紙が届いた時点ではオランダにいた。ナタルを和泉家に迎え入れた張本人。

## 制作
本作は、原画家・瑞井鹿央の作風を活かすところから始まり、複数の企画の中から夜が題材として選ばれた。そこから派生して「吸血鬼」も題材として選ばれたほか、「夜が昼になる」というキーワードから、人格が入れ替わる少女がヒロインに据えられた。
上記の理由に加え、大正時代の女性は下着の着用が一般的ではなかったことから、舞台設定として大正時代が選ばれた。
システム面においては、サウンドテストやCGモードなど当時の美少女氏ゲームとしては一般的なシステムに加え、「回想エディット」が導入された
シナリオライターのそのだまさきは自身のブログの中で、個人的に好きなキャラクターとしてエルとナタルを挙げており、シナリオを執筆する中で彼女たちが面白い存在であると感じていると振り返っている。
また、キャラクターを立てるため、そのだはシナリオの中で様々な食事の場面を描いた。

## スタッフ
- シナリオ：そのだまさき
- 原画：瑞井鹿央
- 音楽：KIRIKO/HIKO Sound
  - オープニングテーマ「月光譚歌」
歌・作詞：KIRIKO／作曲：HIKO

## 関連アイテム
- 宵待姫 サウンドコレクション
- 瑞井鹿央イラストワークス〜碧ヶ淵&宵待姫〜